# Karl Held (Theologe)

Karl Held

Karl Friedrich Wilhelm Held (* 6. Februar 1830 in Treptow an der Tollense; † 30. Mai 1870) war ein deutscher evangelischer Theologe. Er wirkte vor allem in Zürich, Breslau und Bonn, bis eine Gemütskrankheit seiner Arbeit ein Ende setzte. 
Geboren in Vorpommern, wurde er nach dem frühen Tod seines Vaters durch seine Mutter erzogen. Held besuchte das Gymnasium zu Stettin und studierte anschließend Evangelische Theologie an der Universität Halle. Dort trat er 1848 dem Hallenser Wingolf bei. In Halle wurde Held besonders durch August Tholuck gefördert und für die akademische Laufbahn gewonnen. An der dortigen Theologischen Fakultät erwarb er den akademischen Grad des Lizentiaten der Theologie, daneben wurde er von der Universität Rostock zum Dr. phil. promoviert. 
Held wurde im Jahre 1860 Repetent an der Universität Göttingen. Die Evangelische Gesellschaft Zürich wurde auf ihn aufmerksam und berief ihn nach Zürich, wo er als Prediger und als Dozent an der Universität Zürich wirkte. Im Jahre 1865 wurde er als Professor an die Universität Breslau berufen, wo er auch als akademischer Prediger wirkte. Doch wurde er bereits 1866 aus gesundheitlichen Gründen an die Universität Bonn versetzt, des milderen Klimas wegen. Hier setzte eine Gemütskrankheit seiner Arbeit ein Ende; er wurde in die Illenau, eine Heil- und Pflegeanstalt, eingewiesen und starb im Jahre 1870. 

## Schriften
- Jesus der Christ. Sechszehn apologetische Vorträge über die Grundlehren des Christenthums … mit Rücksicht auf den Rationalismus und Skepticismus der Gegenwart. Zürich 1865. (Online)
- Moderne Evangelisten. Eine Streitschrift zum Frieden, Allen gewidmet, die sich um die Kirche bekümmern. Berlin 1863. (Online)